# Junta de Ceremonias (Japón)
La Junta de Ceremonias (式部職 Shikibu-shoku) es un departamento de la Agencia de la Casa Imperial de Japón. La junta es la principal administración encargada de asuntos ceremoniales.

## Historia
La historia se remonta al período Asuka del siglo VIII bajo el Código Taihō, cuando se formó el Ministerio de Asuntos Ceremoniales (式部省 Shikibu-shō). Esto siguió existiendo hasta las reformas de la era Meiji en 1871, cuando el ministerio fue reemplazado por la Junta de Ceremonias (局部局 Shikibu-kyoku), que pronto fue rebautizada como Oficina de Ceremonias (式部寮 Shikibu-ryō) en 1872. El Ministerio de Asuntos Sintoístas fue abolido, y la mayoría de los deberes se trasladaron a l Kyōbu-shō (教部省, "Departamento (Ministerio) de Religión y Educación) y la administración de las funciones ceremoniales formales se transfirió a la Oficina de Ceremonias. La Oficina de Ceremonias estuvo inicialmente bajo la administración del Gran Consejo de Estado (太政官 Daijō-kan), pero fue transferida al control del Ministerio de la Casa Imperial en septiembre de 1877. La Oficina se sometió al nombre actual Shikibu-shōku (式部職) que cambió en octubre de 1884.

## Organización
La junta está encabezada por el Gran Maestro de las Ceremonias (式部官長 Shikibu-kanchō). Sin embargo, la publicación ha ido históricamente bajo el nombre de Shikibu no kami (式部頭).
El Gran Maestro es asistido por dos Vicegrandes Maestros de las Ceremonias (式部副長 Shikibu fukuchō). Uno de ellos tiene "competencia sobre asuntos ceremoniales" (儀式総括 gishiki sōkatsu), mientras que el otro tiene "competencia sobre asuntos relacionados con el extranjero" (外事総括 gaiji sōkatsu).
El primer Vicegran Maestro tiene subordinados "oficiales de ceremonias" (式官 shikikan) debajo de él, encargados de diversos ritos ceremoniales, música y redadas de pato en las reservas naturales (鴨場 kamoba).
El otro Vicegran Maestro se encarga de asuntos extranjeros, es decir, de ayudar en la coordinación de varias funciones de la corte para dignatarios extranjeros visitantes. También es responsable de actividades como las visitas de Estado de la Familia Imperial a países extranjeros.

### Departamento de música

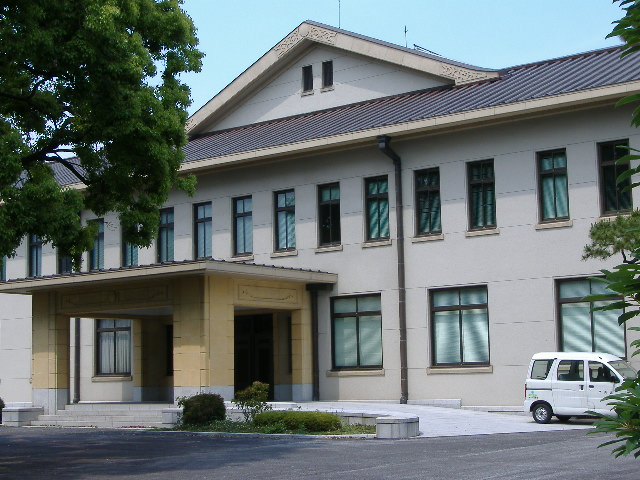
Departamento de Música de la Junta de Ceremonias.

Es el Departamento de Música de la junta (楽部 gakubu), el que realiza tanto gagaku (雅楽), es decir, música antigua de la corte, como música clásica occidental.

### Reservas naturales de patos

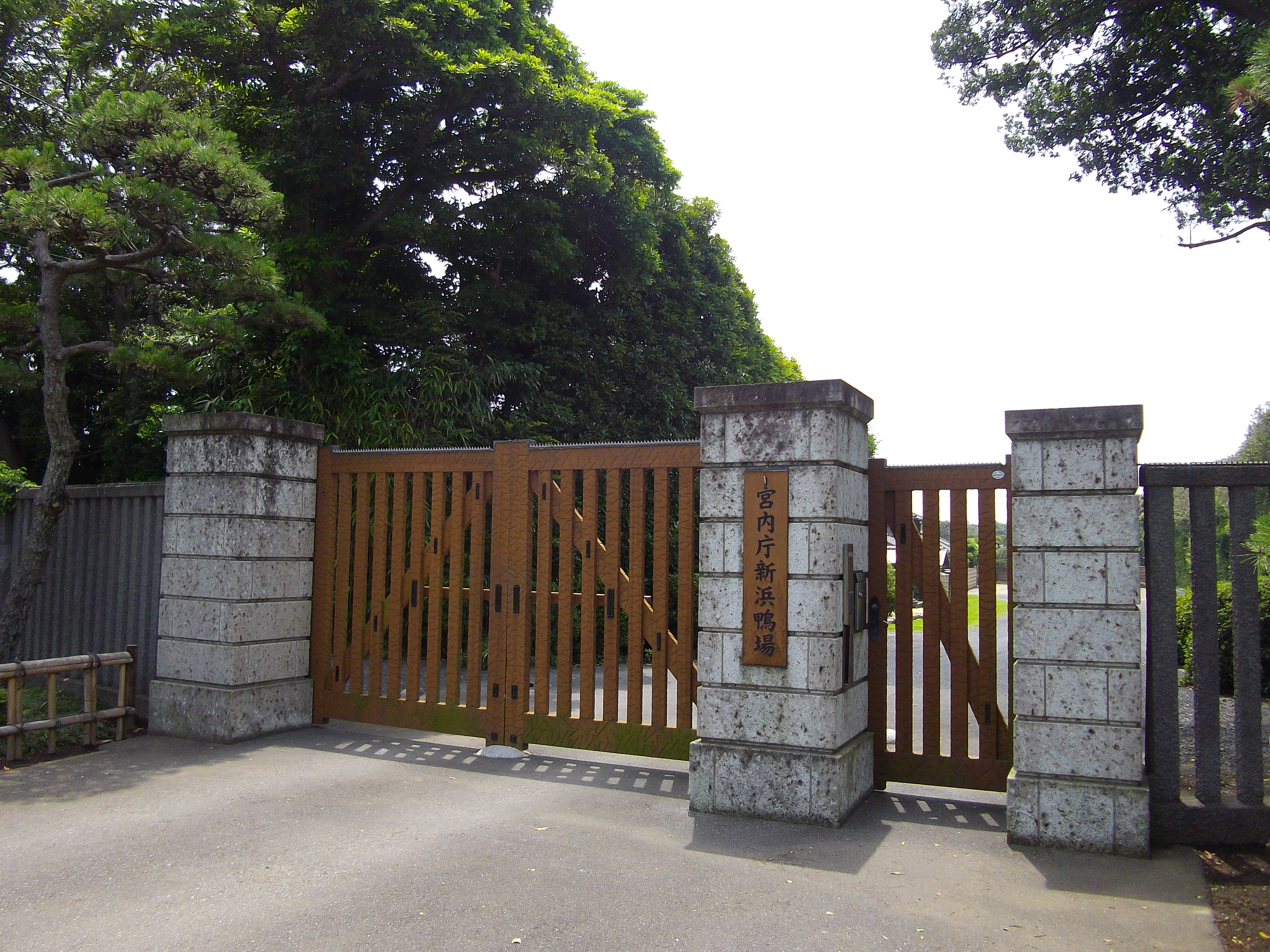
Reserva Imperial de Shinhama.

Las fiestas de caza en las reservas kamoba invitan a los huéspedes a participar en las tradicionales redadas de patos salvajes, donde están marcadas las aves silvestres. Cabe mencionar que los invitados a la redada son a menudo diplomáticos y plenipotenciarios de países extranjeros, aunque los miembros del gabinete, los miembros de la Dieta Nacional y los jueces de la Corte Suprema también son invitaciones extendidas.

## Gran Maestro de Ceremonias
A continuación se muestra una lista histórica de los grandes maestros de 1947:
| Número                                                | Nombre                                               | Tiempo en el cargo                                   | Notas                                                |
| Gran Maestro de Ceremonias (式部頭 Shikibu no kami?)  | Gran Maestro de Ceremonias (式部頭 Shikibu no kami?) | Gran Maestro de Ceremonias (式部頭 Shikibu no kami?) | Gran Maestro de Ceremonias (式部頭 Shikibu no kami?) |
| ----------------------------------------------------- | ---------------------------------------------------- | ---------------------------------------------------- | ---------------------------------------------------- |
| –                                                     | Matsudaira Yasumasa (松平康昌?)                      | Mar 27, 1947 – May 2, 1947                           | Concedido el estatus de shinninkan                   |
| –                                                     | Matsudaira Yasumasa (松平康昌?)                      | May 3, 1947 – May 31, 1949                           |                                                      |
| Gran Maestro de Ceremonias (式部官長 Shikibu kanchō?) |                                                      |                                                      |                                                      |
| 1                                                     | Matsudaira Yasumasa                                  | Jun 1, 1949 – En 4, 1957 (fallecido en el cargo)     |                                                      |
| 2                                                     | Harada Ken (原田健?)                                 | Feb 1, 1957 – Sep 10, 1968                           |                                                      |
| 3                                                     | Shigenobu Shima (島重信?)                            | Sep 10, 1968 – En 16, 1973                           |                                                      |
| 4                                                     | Morio Yukawa (湯川盛夫?)                             | En 16, 1973 – Ag 14, 1979                            |                                                      |
| 5                                                     | Isao Abe (安倍勲?)                                   | Ag 14, 1979 – Jun 20, 1989                           |                                                      |
| 6                                                     | Kiyoshi Sumiya (角谷清?)                             | Jun 20, 1989 – Sep 8, 1995                           |                                                      |
| 7                                                     | Makoto Watanabe (渡邉允?)                            | Sep 8, 1995 – Dic 12, 1996                           |                                                      |
| 8                                                     | Yoshio Karita (苅田吉夫?)                            | Dic 12, 1996 – Jul 8, 2003                           |                                                      |
| 9                                                     | Yutaka Kawashima (川島裕?)                           | Jul 8, 2003 – Jun 15, 2007                           |                                                      |
| 10                                                    | Koichi Haraguchi (原口幸市?)                         | Jun 15, 2007 – Oct 4, 2009 (fallecido en el cargo)   |                                                      |
| –                                                     | (Takashi Koezuka (肥塚隆?)                           | Oct 8, 2009 – Oct 20, 2009                           |                                                      |
| 11                                                    | Takekazu Kawamura (河村武和?)                        | Oct 20, 2009 – Sep 1, 2012                           |                                                      |
| 12                                                    | Nobutake Onoda (小田野展丈?)                         | Sep 1, 2012 –                                        |                                                      |